# Jezioro Brodzkie
Jezioro Brodzkie (Brody Iłżeckie) – zbiornik retencyjny na Kamiennej w województwie świętokrzyskim, położony na Przedgórzu Iłżeckim. Zapora powstała w 1964 roku, w 1986 przebudowana. Zbiornik pełni funkcje przeciwpowodziowe i rekreacyjne. Czerpana jest stąd także woda dla zakładów przemysłowych w Starachowicach. Na odpływie zbiornika jest mała elektrownia wodna o mocy zainstalowanej 110 kW.
Zapora ziemna o wysokości 7,1 m ulokowana jest w miejscowości Brody. Zbiornik ma powierzchnię 260 ha, długość 5,3 km i maksymalną głębokość 6 m. Pojemność całkowita wynosi 7,3 mln m³, natomiast pojemność użytkowa 5 mln m³. Zwierciadło wody znajduje się na wysokości 195 m n.p.m..
Dużą atrakcją turystyczną okolic zbiornika są znajdujące się nad jego brzegami piaskowcowe skały. Są ich dwie grupy. Po południowej stronie znajdują się Skały w Krynkach mające status rezerwatu przyrody, po północnej Skały w Rudzie będące pomnikiem przyrody.

## Ciekawostka historyczna
Kompleksową kanalizację rzeki Kamiennej rozpoczęto w początkach XIX wieku. Początkowo prace realizowano według tzw. staszicowskiego planu budowy „ciągłego zakładu fabryk żelaznych nad Kamienną”, która stać się miała osią Staropolskiego Zagłębia Przemysłowego. 
Koncepcja zakładała budowę obiektów metalurgicznych opartych na technologicznym transporcie wodnym oraz pełne energetyczne wykorzystanie Kamiennej. W tym celu wybudowano szereg obiektów piętrzących: w Bzinie, Rejowie, Parszowie, Mostkach, Marcinkowie, Wąchocku, Starachowicach, Michałowie i Brodach.Zakłady przemysłowe lokalizowane były wzdłuż biegu rzeki z uwzględnieniem technologii produkcji.
W górze rzeki sytuowano wielkie piece, następnie zakłady przetwórcze tzw. pudlingarnie, najniżej zaś walcownie. Zbiornik w Brodach powstał w 1841 r. dla potrzeb istniejącej tu pudlingarni i funkcjonował do czasu katastrofalnej powodzi w 1903 r., która zniszczyła większość urządzeń wodnych nad Kamienną. Odbudowany w 1964 r. Istniejący tu dotąd jaz nazywany staszicowskim został zrekonstruowany i wkomponowany w skarpę odpowietrzną zapory w Brodach Iłżeckich stanowiąc jej ornament (nie pełniąc już żadnej funkcji technicznej), ale i świadectwo wysokiego poziomu myśli hydrotechnicznej tamtego okresu.